# Paakkonenita
La paakkonenita es un mineral de la clase de los minerales sulfuros. Fue descubierta en 1980 en un yacimiento cerca de Seinäjoki (Finlandia), siendo nombrada así en honor de Viekko Pääkkönen, geólogo finés. Un sinónimo es su clave: IMA1980-063.

## Características químicas
Es un sulfuro-arseniuro de antimonio, anhidro.

## Formación y yacimientos
Aparece en yacimientos de minerales hidrotermales, junto a otros minerales conteniendo antimonio y arsénico.
Suele encontrarse asociado a otros minerales como: arsenopirita, arsénico nativo, lollingita, estibina, antimonio nativo, estibarsenio, esfalerita, siderita, cuarzo, vaughanita o rejalgar.